# Harima
Harima (japanska: 播磨町?, Harima-chō) är en landskommun (köping) i Hyōgo prefektur i Japan.  